# Neoperla reedi
Neoperla reedi är en bäcksländeart som beskrevs av Navás 1919. Neoperla reedi ingår i släktet Neoperla och familjen jättebäcksländor. Inga underarter finns listade i Catalogue of Life.